# Ochna gamostigmata
Ochna gamostigmata är en tvåhjärtbladig växtart som beskrevs av Du Toit. Ochna gamostigmata ingår i släktet Ochna och familjen Ochnaceae. Inga underarter finns listade i Catalogue of Life.